# Солоні гори
Соло́ні го́ри або Сланські гори (словац. Slanské vrchy) — вулканічні гори в Словаччині та Угорщині. Хребет є частиною гірської системи Карпат.
Простягаються дугою з півночі на південь, між річками Тепла, Ондава та Бодрог на сході та Ториса, Горнад (Хернад) — на заході. На півночі хребет переходить безпосередньо в Карпати. Найвища точка — гора Шимонка (1092 м), знаходиться на півночі, на території Словаччини.